# Sielsowiet Mokrany
Sielsowiet Mokrany (biał. Макранскі сельсавет, ros. Мокранский сельсовет) – sielsowiet na Białorusi, w obwodzie brzeskim, w rejonie małoryckim, z siedzibą w Mokranach.

## Demografia
Według spisu z 2009 sielsowiet Mokrany zamieszkiwało 1880 osób, w tym 1696 Białorusinów (90,21%), 136 Ukraińców (7,23%), 32 Rosjan (1,70%), 3 Polaków (0,16%), 7 osób innych narodowości i 6 osób, które nie podały żadnej narodowości.

## Geografia i transport
Sielsowiet położony jest na Polesiu Brzeskim, we wschodniej części rejonu małoryckiego. Od wschodu graniczy z Ukrainą. Największą rzeką jest Ryta.
Przez sielsowiet przebiega droga magistralna M12, w ciągu której na terytorium sielsowietu położone jest drogowe przejście graniczne Mokrany-Domanowo.

## Miejscowości
- agromiasteczka:
  - Lachowce
  - Mokrany
- wsie:
  - Borki
  - Dobrosowo
  - Oczeno
  - Osowa
  - Nowyja Borki
  - Poliki